# Arthur Law
Arthur A. Law va ser un jugador d'hoquei sobre herba gal·lès que va competir a principis del segle xx. El 1908 va prendre part en els Jocs Olímpics de Londres, on va guanyar la medalla de bronze en la competició d'hoquei sobre herbal, com a membre de l'equip gal·lès.